# Seznam mostů přes Labe v Čechách

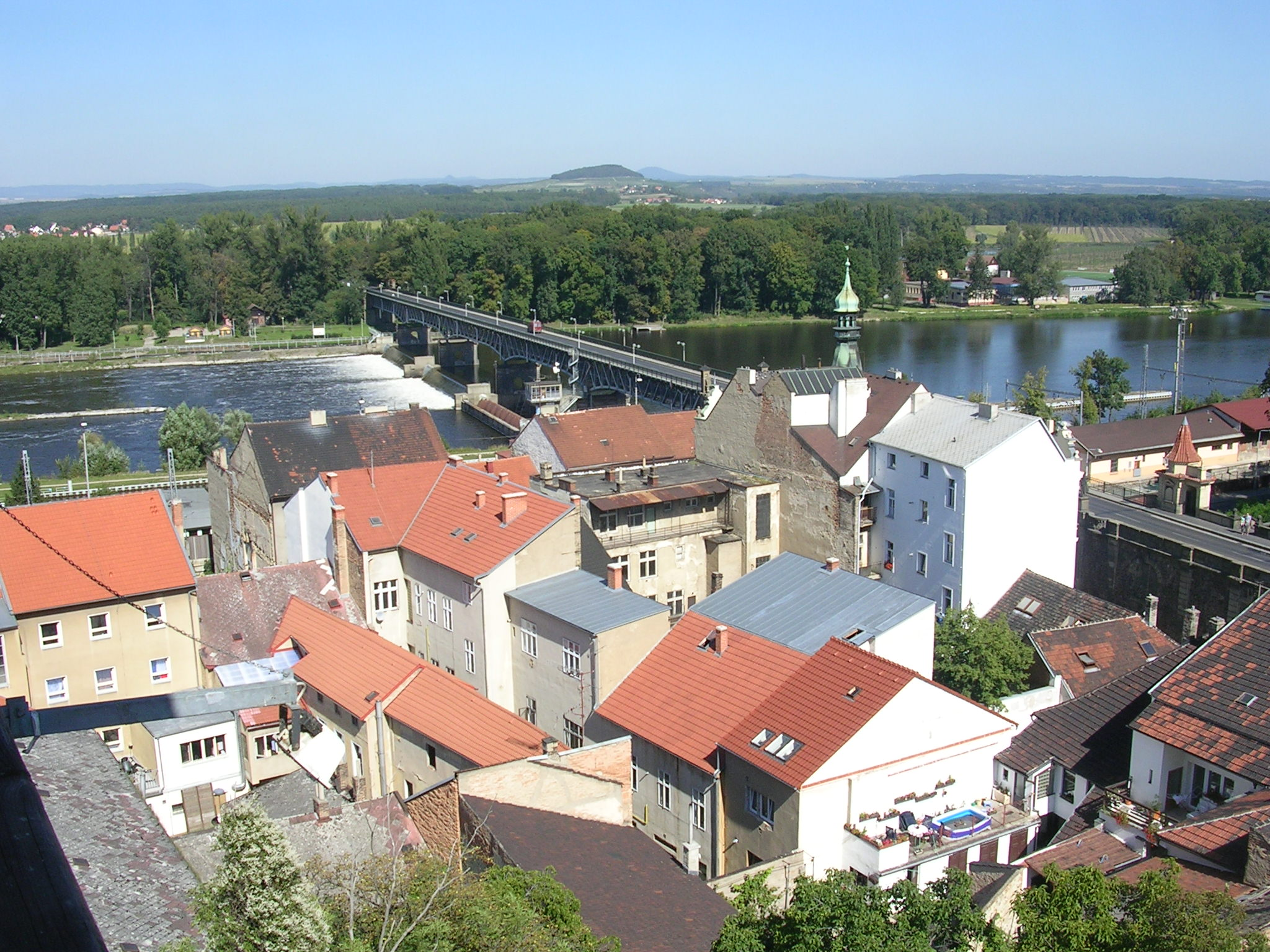
Most v Roudnici nad Labem

Seznam mostů přes Labe na území Čech.

## Horní Labe

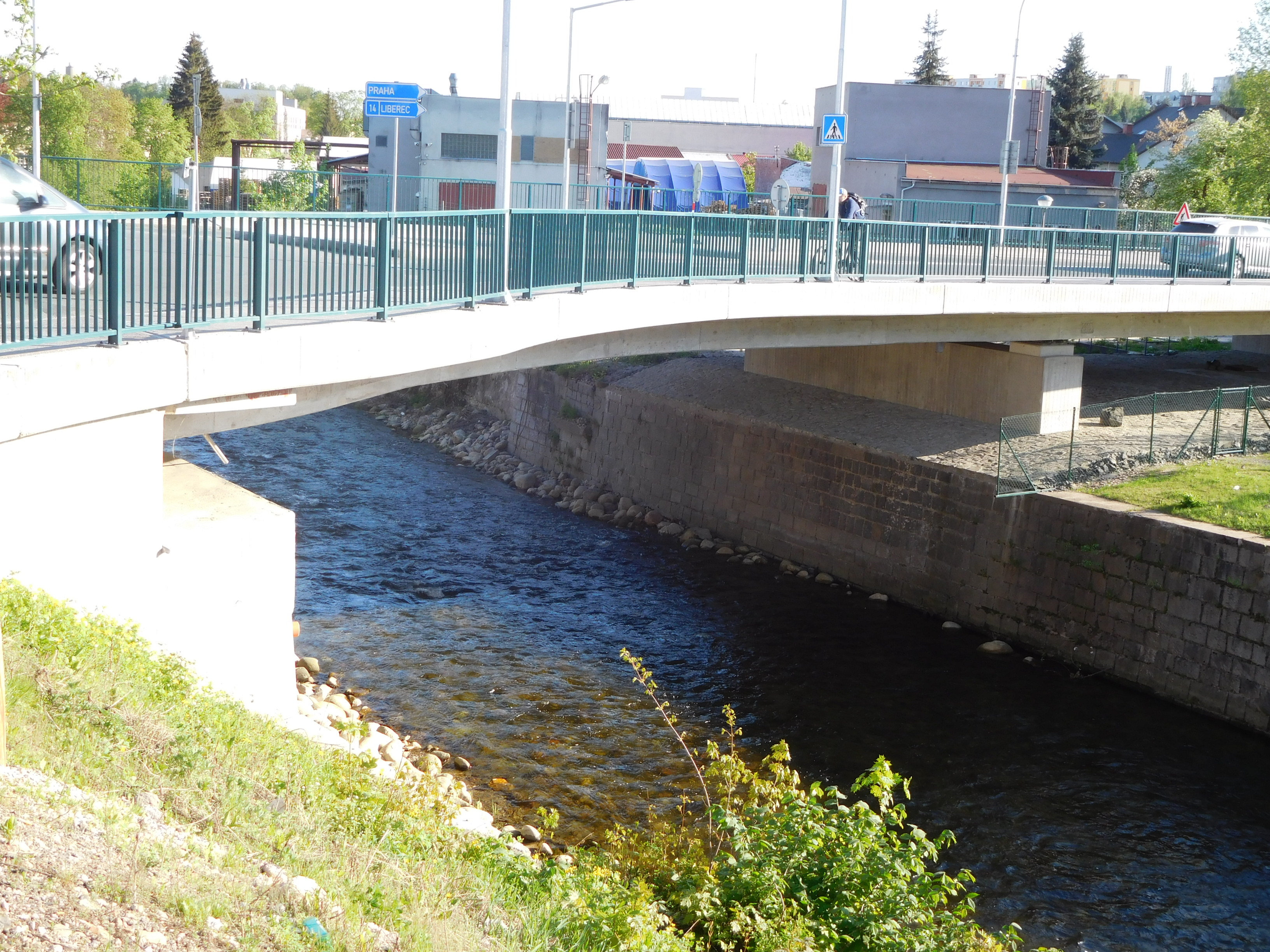
Most s kruhovým objezdem ve Vrchlabí

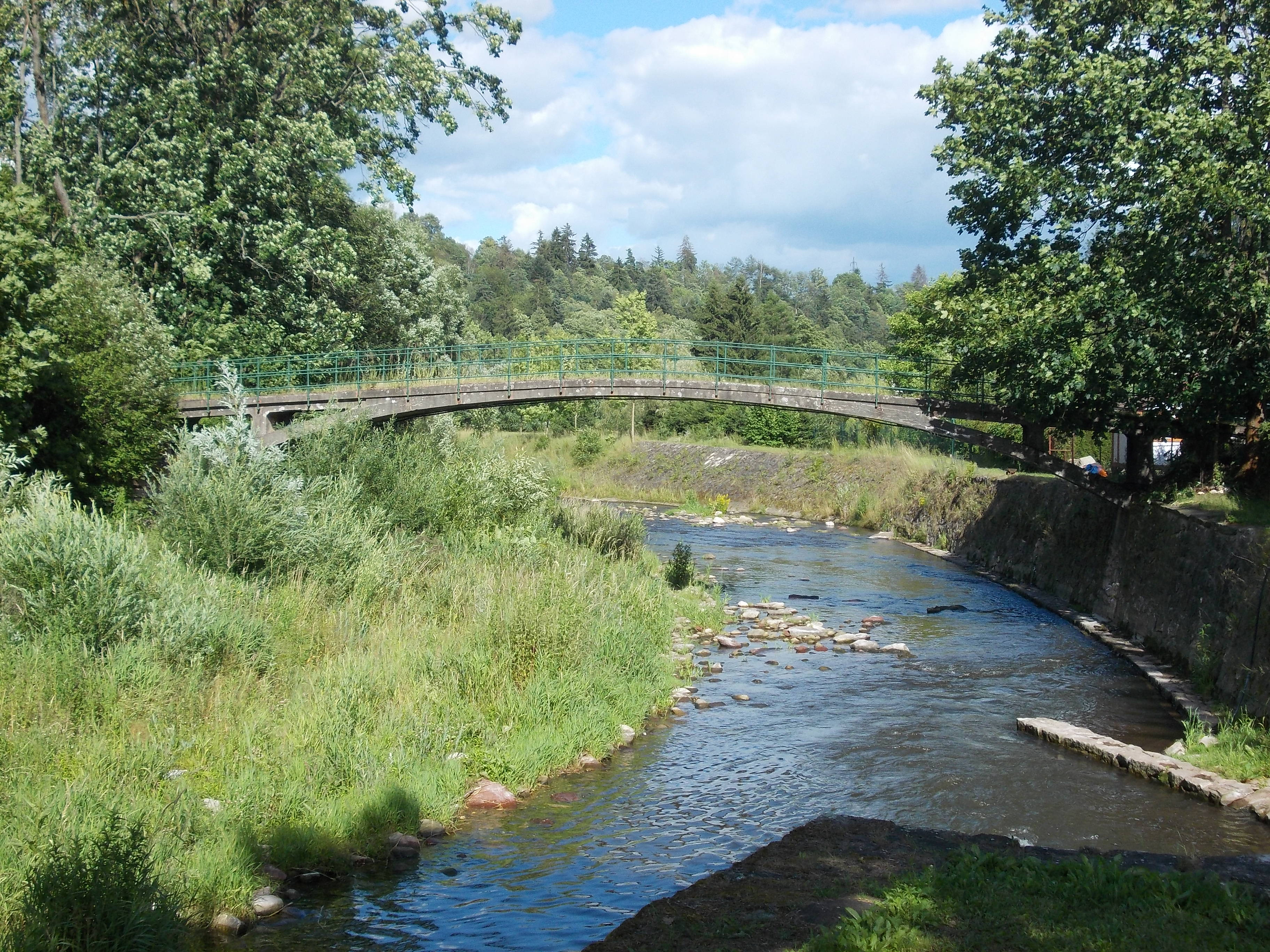
Most pro pěší v Klášterské Lhotě

- lávka na turistické cestě Labským dolem
- dřevěný most u Staré pily
- most nad soutokem s Bílým Labem
- most přes Bílé Labe před ústím do Labe
- horní pěší lávka přes Labe (Špindlerův Mlýn), u lanovky na Medvědín
- horní pěší lávka přes Labe (Špindlerův Mlýn), pod bývalým hotelem Grand
- střední pěší lávka přes Labe (Špindlerův Mlýn), u bývalé hasičské zbrojnice
- Bílý most (Špindlerův Mlýn), postaven 1911, bývalá hlavní spojnice do města
- železobetonový most, silnice II/295 v centru města
- dolní pěší lávka přes Labe (Špindlerův Mlýn), u bývalé zotavovny Laktos
- lanovka přes Labe, Bedřichov
- lávka u limnigrafu nad vodní nádrží Labská
- lávka přes Labe pod vodní nádrží Labská
- železobetonový most, silnice II/295, poblíž Michlova mlýna
- starý silniční most u Michlova mlýna - zbořen po dokončení nové silnice po roce 1975
- most do rekreačního zařízení Herlíkovice (Vrchlabí)
- Herlíkovice, most u jižního konce ul. Za Řekou
- most u severního konce ul. U Splavu, Vrchlabí
- most u severního konce ul. Za Teslou, Hořejší Vrchlabí
- most ul. Bucharova, Hořejší Vrchlabí - silnice do Mrklova a na Benecko
- Hořejší Vrchlabí, most silnice II/295 (silniční obchvat města)
- most ul. Krkonošská–Horská, Vrchlabí, bývalá trasa silnice II/295
- most ul. 5. května, Vrchlabí
- pěší most přes Labe u náměstí Míru, ul. Labská–Šírova, Vrchlabí
- most přes Labe Sv. Čecha–Vančurova, Vrchlabí
- most severního konce ul. Jihoslovanské přes Labe (Vrchlabí)
- můstek přes Labe u ul. Fr. Kavána (Vrchlabí)
- most přes Labe (Nádražní a Jihoslovanská ul., Vrchlabí)
- most přes Labe ve Vrchlabí (Tyršova ul., Vrchlabí, u autobusového nádraží), silnice I/14
- most v areálu společnosti Kablo - spojnice do společnosti Precon a Žižkovy ulice
- lávka v areálu společnosti Kablo - technický most s teplovodním potrubím
- Vrchlabí, můstek přes Labe u Liščího kopce (jižní konec ul. Ve svahu)
- Vrchlabí, můstek přes Labe na ul. Luční
- železniční most přes Labe v Kunčicích
- silniční most přes Labe v Kunčicích
- dva mosty přes Labe v Klášterské Lhotě

## Pod soutokem sMalým Labem

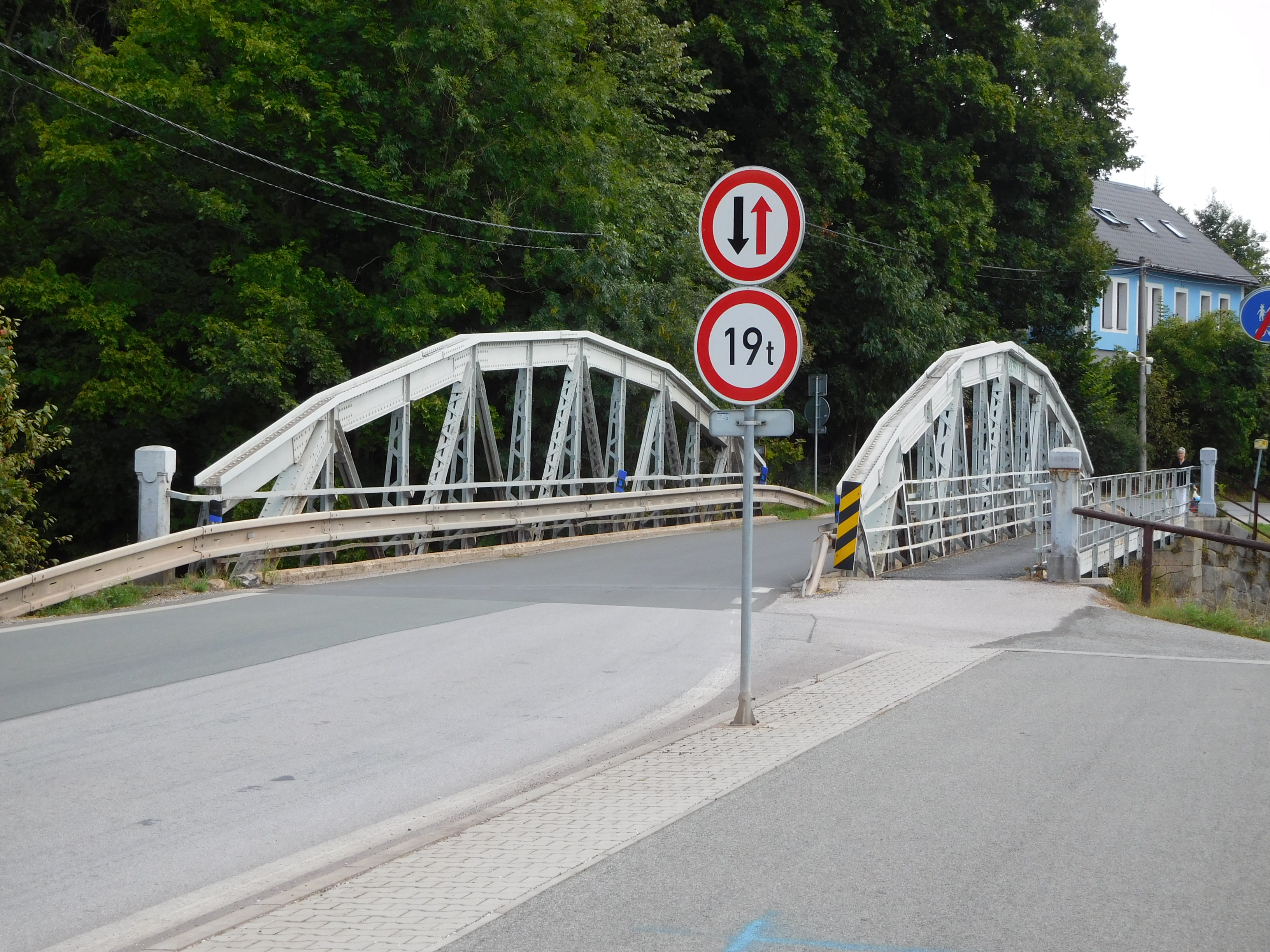
Silniční most v Hostinném

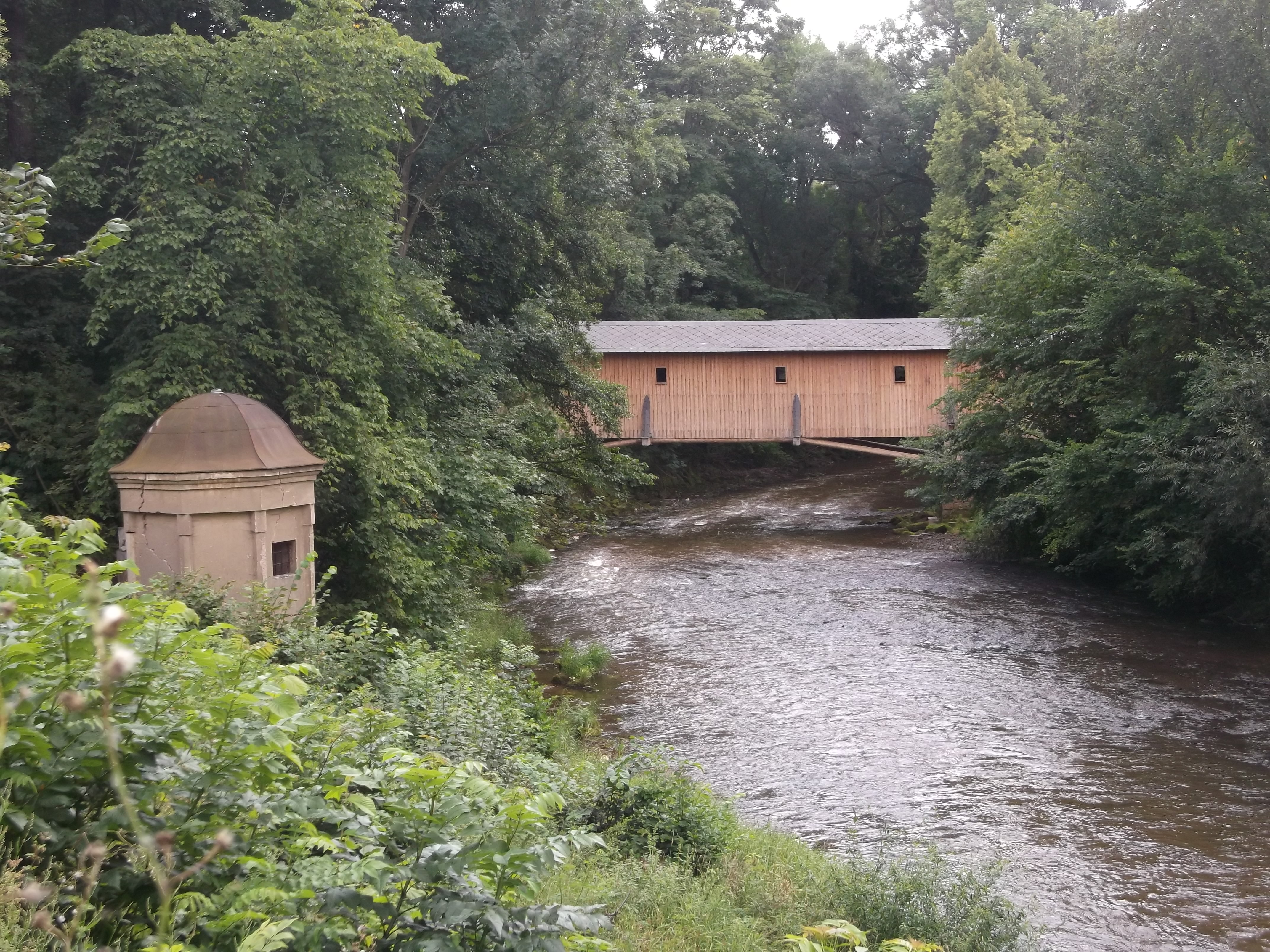
Dolní dřevěný most (Verdek, část Dvora Králové)

- Dva mosty přes Labe v Dobré Mysli (Hostinné)
- Železniční most přes Labe v Hostinném
- Most silnice č. 16 přes Labe u Chotěvic
- Most silnice č. 299 přes Labe (Horní Debrné)
- Vodní nádrž Les Království (komunikace po hrázi)
- Dřevěný krytý most nad vsí Verdek ("horní")
- Dřevěný krytý most pod vsí Verdek ("dolní")
- Lávka přes Labe ve Dvoře Králové - spojující části Vorlech a Strž - lávka využívá vedení vodovodu
- Most přes Labe Husova ve Dvoře Králové nad Labem
- Most přes Labe Eklova – Poděbradova ve Dvoře Králové nad Labem
- Most přes Labe ve Dvoře Králové nad Labem (ulice 17. listopadu)
- Most přes Labe u Žirče (Dvůr Králové nad Labem)
- Most přes Labe u Stanovic
- Most přes Labe u Kuksu
- Most přes labské údolí u Brodu (silnice I/37)
- Most přes Labe v Brodu (obec Heřmanice)
- Most přes Labe u Heřmanic
- Most přes Labe u Hořenic
- Lávka pro pěší Na Vinicích - zahr. osada Na Vrších v Jaroměři
- Most přes Labe Husova – Na Valech v Jaroměři (silnice I/33)
- Tyršův most přes Labe západně od náměstí Čs. armády v Jaroměři
- Pěší most přes Labe ul. Komenského v Jaroměři (původní most stržen povodní 2013)
- Pěší most přes Labe Na Skluzavce – Na Matysáku v Jaroměři

## Pod soutokem sÚpou
- Železniční most přes Labe v Jaroměři (trať 030)
- Most ulice 5. května přes Labe v Jaroměři

## Pod soutokem sMetují
- Most přes Labe "Železňák" u Sadů míru (Jaroměř - Josefov)
- Most přes Labe u Černožic
- Most přes Labe u Smiřic - nový
- Most přes Labe u Smiřic - starý, pouze pro pěší
- Most přes Labe u Lochenic
- Silnice po koruně jezu v Předměřicích nad Labem
- Kamenný most v Hradci Králové (Plácky – Věkoše)
- Železniční most v Hradci Králové (trať 020)
- Labský most v Hradci Králové (Gočárův okruh (I/31), M. D. Rettigové – Pilnáčkova)
- Lávka u Aldisu v Hradci Králové
- Tyršův most v Hradci Králové (Karla IV. – Divišova)
- Pražský most v Hradci Králové (Mostecká – Gočárova)
- Pěší most „Hučák“ přes Labe v Hradci Králové (Křižíkova – Tylovo nábřeží)

## Pod soutokem sOrlicí
- Most U Soutoku v Hradci Králové (Gočárův okruh (I/31), Sokolská ulice)
- Lávka Na Podhůrkách v Hradci Králové (Pražské Předměstí – Třebeš)
- Železný most za jezem Opatovice nad Labem – Vysoká nad Labem
- technická lávka u Dřítče
- Most u Němčic
- Most u Kunětic

## Pod soutokem sChrudimkou
- Pardubický jez, Pardubice
- Most Pavla Wonky (Pardubice, Hradecká ul. – silnice II/324)
- Most Kapitána Bartoše v Pardubicích
- Technická lávka u mostu Kapitána Bartoše v Pardubicích
- Most v prodloužení Nádražní ulice v Pardubicích (silnice I/37)
- Železniční most (Pardubice)
- Most Svítkov – Rosice nad Labem
- Lávka pro pěší a cyklisty Svítkov – Rosice nad Labem
- Silniční most přes Labe mezi Valy a Mělicemi
- Most v Přelouči
- Lávka Přelouč - Slavíkovy ostrovy
- (nesplavný úsek řkm 951,2–949,2)
- technická lávka pod Slavíkovými ostrovy
- Most v Řečanech nad Labem
- Lávka Chvaletice - loděnice
- Most v Týnci nad Labem
- Technická lávka (řkm 923,3)
- Železniční most (Kolín)
- Nový most (Kolín) (silnice č. 125)
- Masarykův most (Kolín) (Mostní ul. – Antonína Kaliny)
- Lávka v Kolíně
- Dálniční most přes Labe u Poděbrad (dálnice D11)

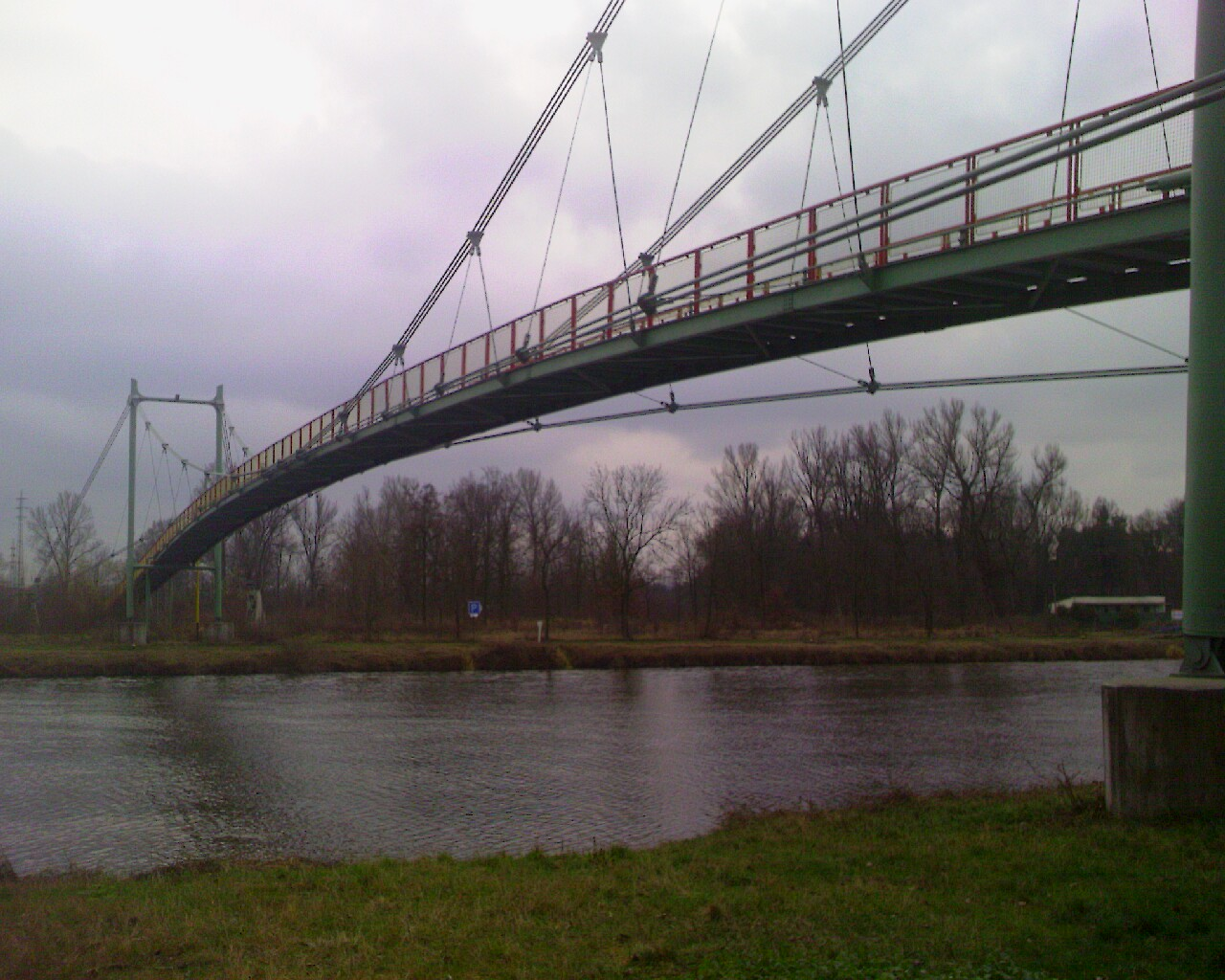
Lávka pro pěší mezi Káraným a Toušní
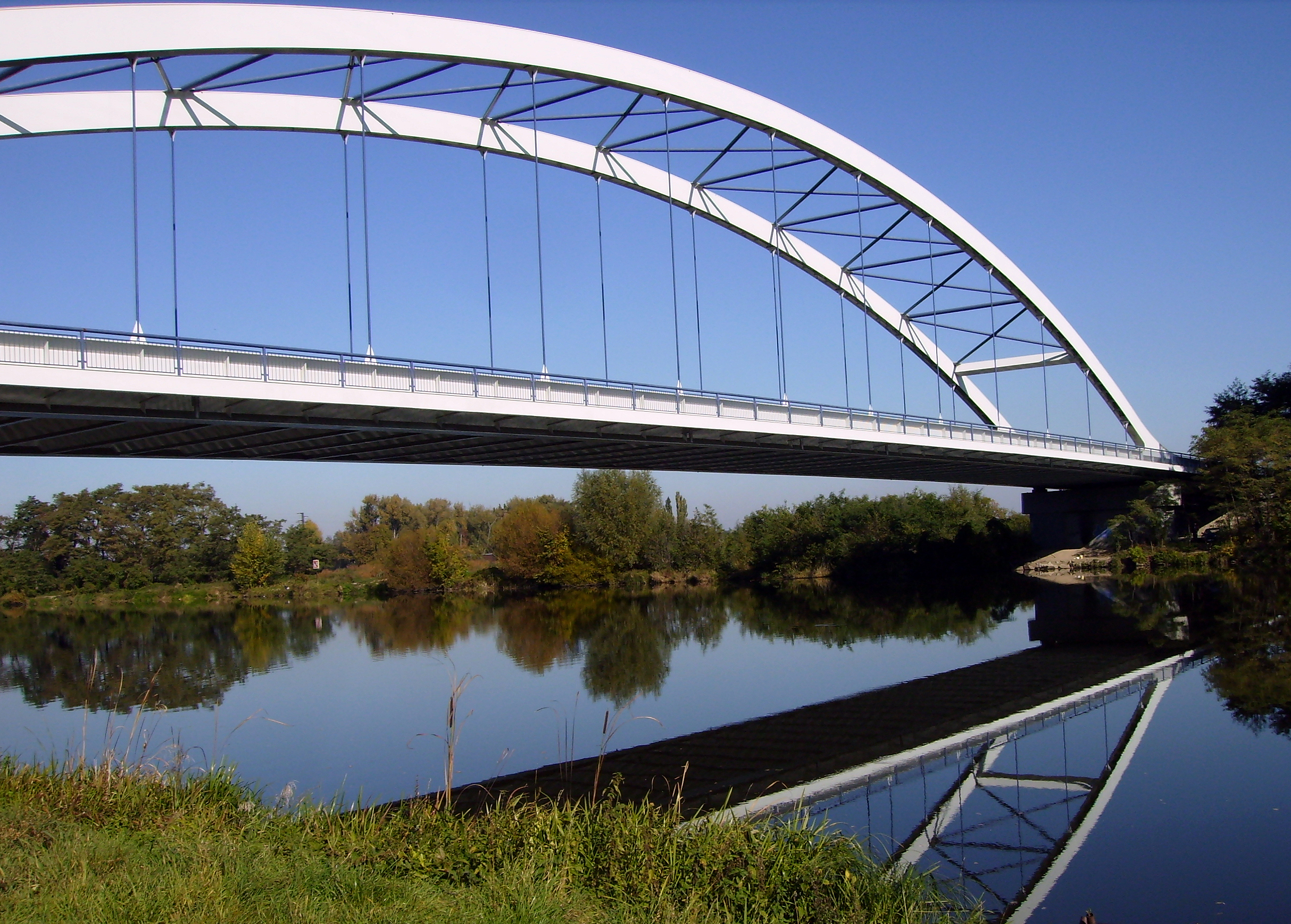
Litolský most u Lysé nad Labem
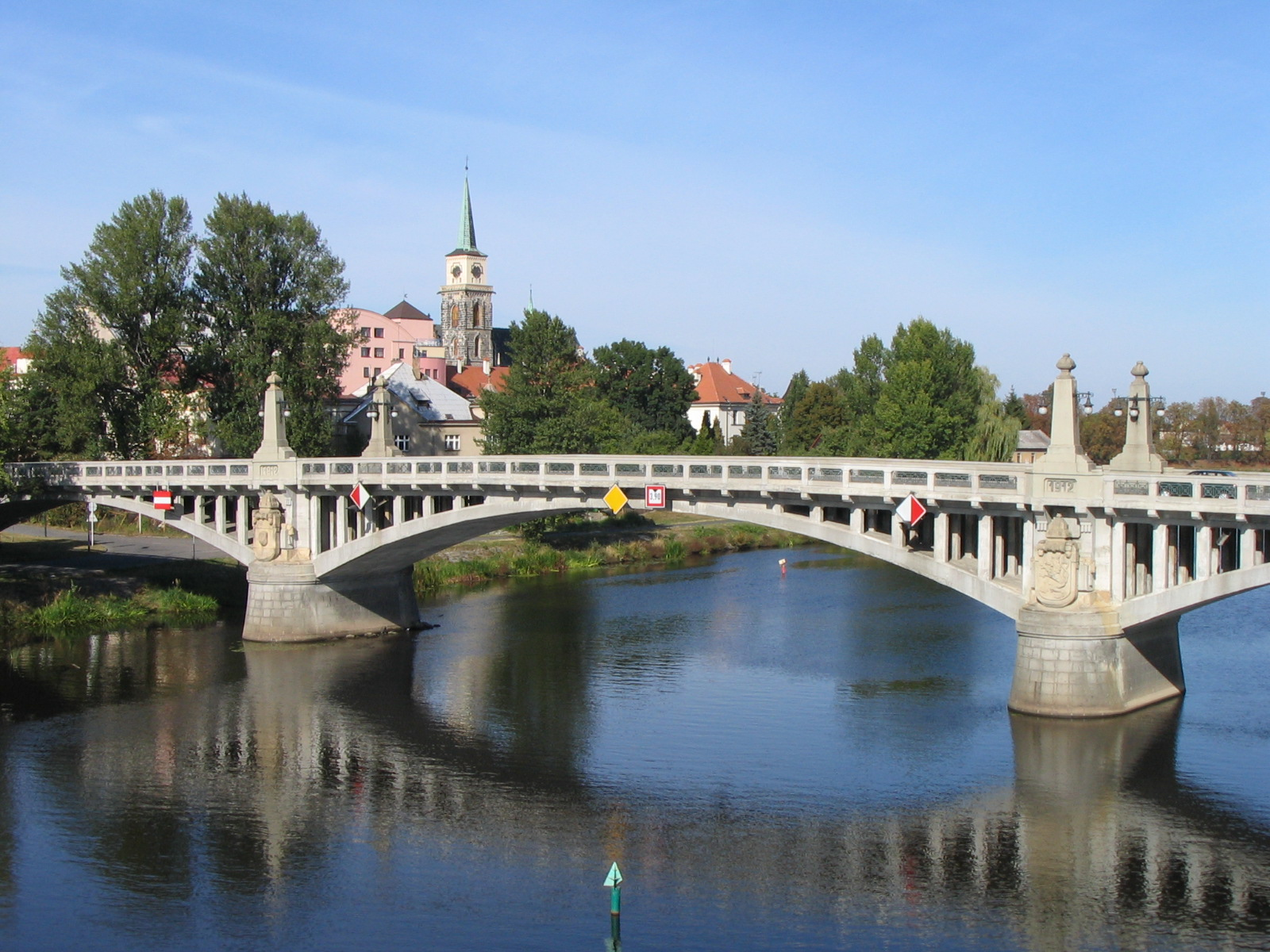
Silniční most Nymburk
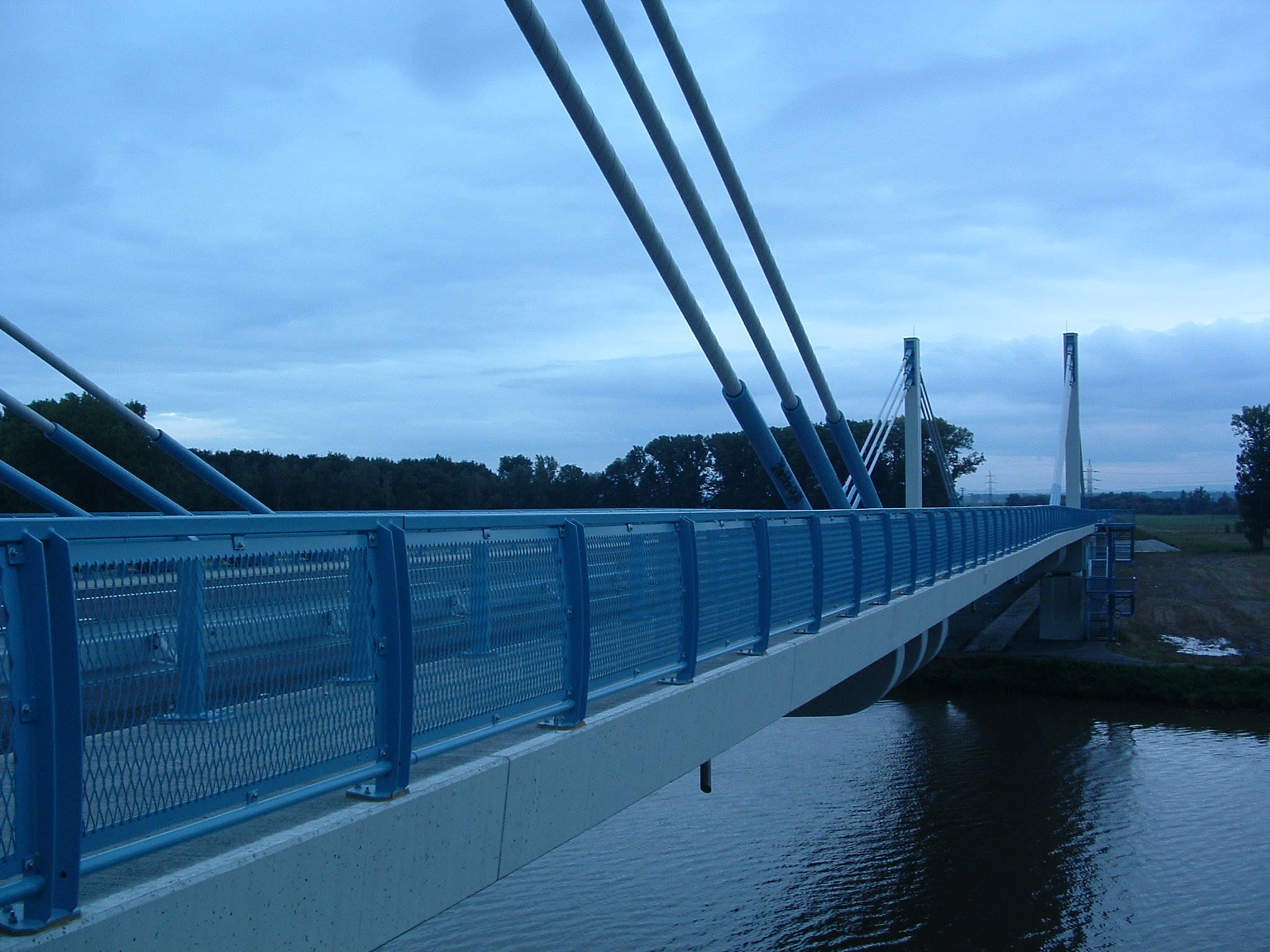
Most na obchvatu I/38 u Nymburka
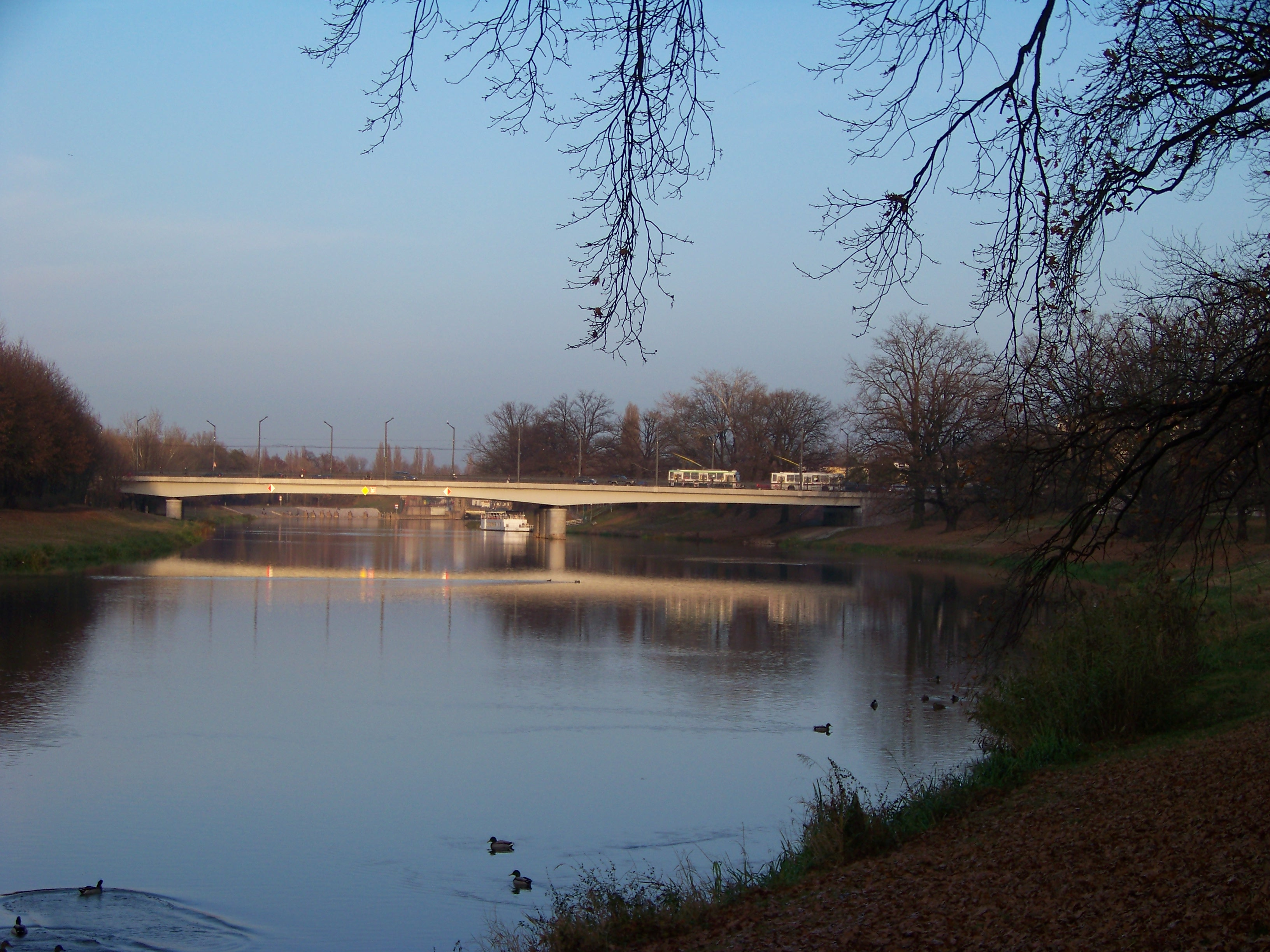
Most Pavla Wonky, Pardubice

## Pod soutokem sCidlinou
- Lávka pro pěší a cyklisty u zdymadla v Poděbradech
- Most v Poděbradech
- Most na obchvatu Nymburka (silnice I/38)
- Jezová lávka a lávka přes plavební komoru v Nymburce
- Silniční most (Nymburk)
- Nymburská pěší lávka (Pod Eliškou – Na Bělidlech), stržena 3. 8. 2018[1]
- Nová nymburská pěší lávka na místě stržené, otevřena 28. 11. 2021[2]
- Železniční most (Nymburk) s přechodem pro pěší na západní straně
- Lávka v Hradištku u Sadské (projekt)
- Litolský most u Lysé nad Labem z roku 2002 (silnice II/272)
- Zaniklý železobetonový Litolský most (1926–2003), nahrazen ocelovým poněkud výše proti proudu
- Přechod vysokotlakého plynového potrubí Štolmíř–Mladá Boleslav u lesa Havránka, Přerov nad Labem
- Železniční most v Čelákovicích, dvoukolejná novostavba z roku 2021 na místě dvou starších jednokolejných mostů
- Lávka pro pěší u Grada v Čelákovicích, otevřená 21. června 2014[3]
- Lávka pro pěší přes zdymadlo v Čelákovicích (pro veřejnost uzavřena)
- Lávka pro pěší u Káraného

## Pod soutokem sJizerou
- Dálniční most u Brandýsa nad Labem (dálnice D10)
- Most Brandýs nad Labem-Stará Boleslav
- Most v Kostelci nad Labem (silnice II/244)
- Most pro pěší nad zdymadlem (Neratovice)
- Železniční most (Neratovice)
- Lávka u Spolany
- Štěpánský most (Obříství)

## Pod soutokem sVltavou
- Most Josefa Straky (za plavebním kanálem, v prodloužení Plavební ulice)
- Silniční most v Mělníku, silnice I/16, navržen na pojmenování po Václavu Havlovi[4]
- Most ve Štětí (silniční se železniční vlečkou)
- Špindlerův most (Roudnice nad Labem), postaven roku 1910, silnice II/240
- Kamenný most v Roudnici (postaven 1333–1340 zhruba v místech dnešního mostu, zbořen 1632, třetí nejstarší kamenný most v Čechách)
- Tyršův most (Litoměřice), silnice I/15
- Most generála Chábery, silniční most na západním přivaděči II/247 do Litoměřic, zprovozněn roku 2009[5][6].
- Železniční most (Lovosice-Žalhostice)
- Železniční most (Ústí nad Labem), zprovozněn roku 1952
- Most Dr. Edvarda Beneše (Ústí nad Labem), zprovozněn roku 1934
- Mariánský most (Ústí nad Labem), zprovozněn roku 1998
- Nový most (Děčín), silnice I/13
- Železniční most Podmokly-Děčín
- Tyršův most (Děčín) (na místě a pilířích bývalého řetězového mostu císařovny Alžběty)
- Železniční most Děčín-Žleb